# Castling's Heath
Castling's Heath är en by (hamlet) i Groton, Babergh, Suffolk, östra England, nära Lindsey. Den har 3 kulturmärkta byggnader, inklusive Castling's Hall, Castling's Heath Cottage, och Manor Farmhouse.